# Hermann Nebe (Oberamtmann)
Hermann Friedrich Heinrich Nebe (* 9. März 1851 in Mannheim; † 16. Februar 1926 in Überlingen) war ein deutscher Verwaltungsbeamter.

## Leben
Hermann Nebe, Sohn eines Hofschauspielers, studierte Rechtswissenschaften an der Ruprecht-Karls-Universität Heidelberg und der Eberhard Karls Universität Tübingen. 1872 wurde er Mitglied des Corps Suevia Heidelberg. 1874 wurde er Rechtspraktikant und 1877 Referendar. Von 1879 bis 1880 war er Sekretär im badischen Innenministerium in Karlsruhe. 1880 kam er als Amtmann zum Bezirksamt Heidelberg. 1885 wurde er zum Oberamtmann und Amtsvorstand des Bezirksamts Adelsheim ernannt. 1890 wechselte er als Amtsvorstand zum Bezirksamt Weinheim, 1896 zum Bezirksamt Mosbach und, nachdem er 1898 zum Geheimen Regierungsrat ernannt worden war, 1899 zum Bezirksamt Pforzheim. 1903 wurde er als Ministerialrat in das badische Innenministerium berufen und 1905 zum Geheimen Oberregierungsrat und Vortragenden Rat ernannt. Von 1910 bis 1912 war er Landeskommissär für den Landeskommissärbezirk Karlsruhe. 1911 wurde er zum Geheimen Rat 2. Klasse ernannt. Von 1912 bis zu seiner Pensionierung 1919 war er Direktor des badischen Verwaltungshofs.
Ab 1903 gehörte Nebe dem Verwaltungsrat der Badischen Gebäudeversicherungsanstalt an, von 1909 bis 1911 als dessen Vorstand. Von 1904 bis 1911 war er stellvertretendes ständiges Mitglied des Landesversicherungsamtes. 1910 stand er als Vorsitzender den Disziplinarkammern der Zahn- und Tierärzte vor.

## Auszeichnungen
- Ritterkreuz 1. Klasse des Ordens vom Zähringer Löwen, 1891
- Eichenlaub und Schwerter zum Ritterkreuz 1. Klasse des Ordens vom Zähringer Löwen, 1902
- Kommandeurkreuz 2. Klasse des Ordens vom Zähringer Löwen, 1909
- Königlicher Kronen-Orden (Preußen) 3. Klasse, 1899
- Kommandeurkreuz 2. Klasse des Friedrichs-Ordens, 1908
- Zahlreiche weitere Medaillen und Dienstauszeichnungen